# Peter Stevenhaagen
Peter Stevenhaagen, né le 24 avril 1965 à Haarlem, est un coureur cycliste néerlandais, professionnel entre 1986 et 1992.
Il remporte 3 victoires.

## Palmarès
- 1983
  -  Champion des Pays-Bas de poursuite juniors
  -  Champion des Pays-Bas du kilomètre juniors
  - 2e du championnat des Pays-Bas sur route juniors

- 1985
  - 2e de l'Olympia's Tour
  - 2e du championnat des Pays-Bas sur route amateurs

- 1986
  - 2e du Grand Prix du canton d'Argovie
  - 3e d'À travers la Belgique
  - 3e du championnat des Pays-Bas sur route

- 1987
  - 2e du Grand Prix de Francfort
  - 10e du Circuit Het Volk

- 1988
  - 3e du championnat des Pays-Bas sur route
  - 5e de la Semaine catalane

- 1991
  - 3e du Tour des Six Communes
  - 3e du Grand Prix Mendrisio

## Résultats sur lesgrands tours

### Tour de France
5 participations.
- 1986: 29e du classement général.
- 1987: 45e du classement général.
- 1988: 29e du classement général.
- 1989: 50e du classement général.
- 1991: 94e du classement général.

### Tour d'Italie
1 participation.
- 1988: Non partant au matin de la 6e étape.

### Tour d'Espagne
Aucune participation.

## Résultats sur les championnats

### Championnats du monde professionnels

#### Course en ligne
3 participations.
- 1986 : Abandon.
- 1987 : 22e au classement final.
- 1988 : 58e au classement final.

### Championnats du monde amateurs
1 participation.
- 1985 : 41e au classement final.